# Orchesella bifasciata
Orchesella bifasciata is een springstaartensoort uit de familie van de Entomobryidae. De wetenschappelijke naam van de soort is voor het eerst geldig gepubliceerd in 1839 door Bourlet.

## Kenmerken
Volwassen exemplaren hebben een lengte van 2,0-3,0 mm. Op het tweede en derde abdominale segment vormt het pigment een dwarsband. Het tweede abdominale segment heeft een heldergele voorrand, vaak bedekt met witte haren, terwijl de rest van het lichaam meestal minder gepigmenteerd is. Het tweede thoracale segment vertoont geen dorsolaterale, lichtgekleurde, ellipsvormige vlekken. De kop is doorgaans licht van kleur. De lichaamsgrondkleur loopt van wit tot oranjebruin. De lengte van de antennes is 0,5 keer de lichaamslengte.